# 木曾川港站
木曾川港站（日语：／ Kisogawa-Kō eki */?）是位於愛知縣一宮市北方町，名古屋鐵道尾西線的貨運車站。

## 歷史
此站位於尾西線已廢除區間（玉之井站至木曾川港站）。此站為貨運車站，當時會把石材運往此站，隨後使用船運跨越木曾川。由於前往河川處需要跨越木曾川的堤防（御圍堤），因此在堤防處設有折返式路軌構造。
由於此站為貨運車站，因此通常客運列車不會駛入此站，但是曾經為泳客開設臨時列車並駛入至此站。
- 1918年（大正7年）5月1日 - 尾西鐵道木曾川橋站至此站之間的貨運線開業，此站啟用[2]。
- 1922年（大正11年）7月10日 - 新一宮站至此站之間電氣化。
- 1925年（大正14年）8月1日 - 在被收購後，成為名古屋鐵道尾西線車站。
- 1944年（昭和19年）3月21日 - 奧町站至木曾川港站之間被指定為不要不急線，因此該區間暫停營運，此站也暫停營運。
- 1959年（昭和34年）11月25日 - 玉之井站至木曾川港站之間廢除，此站也廢除。

## 配線圖
|                 | 木曾川港站至木曾川橋站 站內配線略圖（1943年） | → 新一宮方向 |
| 图例 参考文献： |                                               |              |

## 現時
- 車站遺址現時為河床，還可看見渠道的遺跡。
- 折返式路軌地點是在名鐵名古屋本線木曾川堤站向堤防下流一方約200米處。木曾川港站遺址是在名鐵名古屋本線木曾川堤站向堤防下流一方約500米處的河床處。

## 相鄰車站
所屬路線與相鄰車站取自營業時代。
名古屋鐵道
尾西線
木曾川橋－（貨）木曾川橋

## 注腳
1. ↑  清水武、田中義人《名古屋鉄道車両史 上巻》，Alpha Beta Books，2019年，p.34，ISBN 978-4865988475
2. ↑  今尾惠介（監修）.  7號東海: 48. 2008年11月18日.
3. ↑  清水武、田中義人《名古屋鉄道車両史 上巻》，Alpha Beta Books，2019年，p.184，ISBN 978-4865988475